# Moyenmoutier
Moyenmoutier là một xã trong vùng Grand Est, thuộc tỉnh Vosges, quận Saint-Dié-des-Vosges, tổng Senones. Tọa độ địa lý của xã là 48° 22' vĩ độ bắc, 06° 54' kinh độ đông. Moyenmoutier nằm trên độ cao trung bình là 320 mét trên mực nước biển, có điểm thấp nhất là 285 mét và điểm cao nhất là 642 mét. Xã có diện tích 34,21 km², dân số vào thời điểm 1999 là 3350 người; mật độ dân số là 98 người/km².

## Thông tin nhân khẩu
| 1962  | 1968  | 1975  | 1982  | 1990  | 1999  |
| ----- | ----- | ----- | ----- | ----- | ----- |
| 4.108 | 4.148 | 3.854 | 3.498 | 3.304 | 3.350 |

## Các thành phố kết nghĩa
- Oberthal (Saar), Đức

## Địa điểm tham quan
- Nhà thờ Saint-Hydulphe